# 日本農業新聞本社ビル
日本農業新聞本社ビル　（にほんのうぎょうしんぶんほんしゃビル）は、日本農業新聞の本社などが入り、東京都台東区秋葉原2-3にあるオフィスビル。

## 解説
清水建設によって施工。PM/CM業務を山下PMCが担当。かつての日本農業新聞の本社屋を取り壊し、新しく社屋が建てられた。社屋建設中は、一部機能を築地にある日刊スポーツ新聞社の中に置いていた。
2020年に完成した地上9階建て（S造）の建造物であり、1階は小売店舗が入っている。
日本農業新聞のルーツであり、かつて敷地近くにあった「神田青果市場」や旧町名である「練塀」をデザインの手掛かりとしている。また、耕された田畑の様子を積層によって表現した外装とエントランスの土壁は、建物の象徴である。（清水建設-日本農業新聞本社ビル）